# Mahavatar Babaji

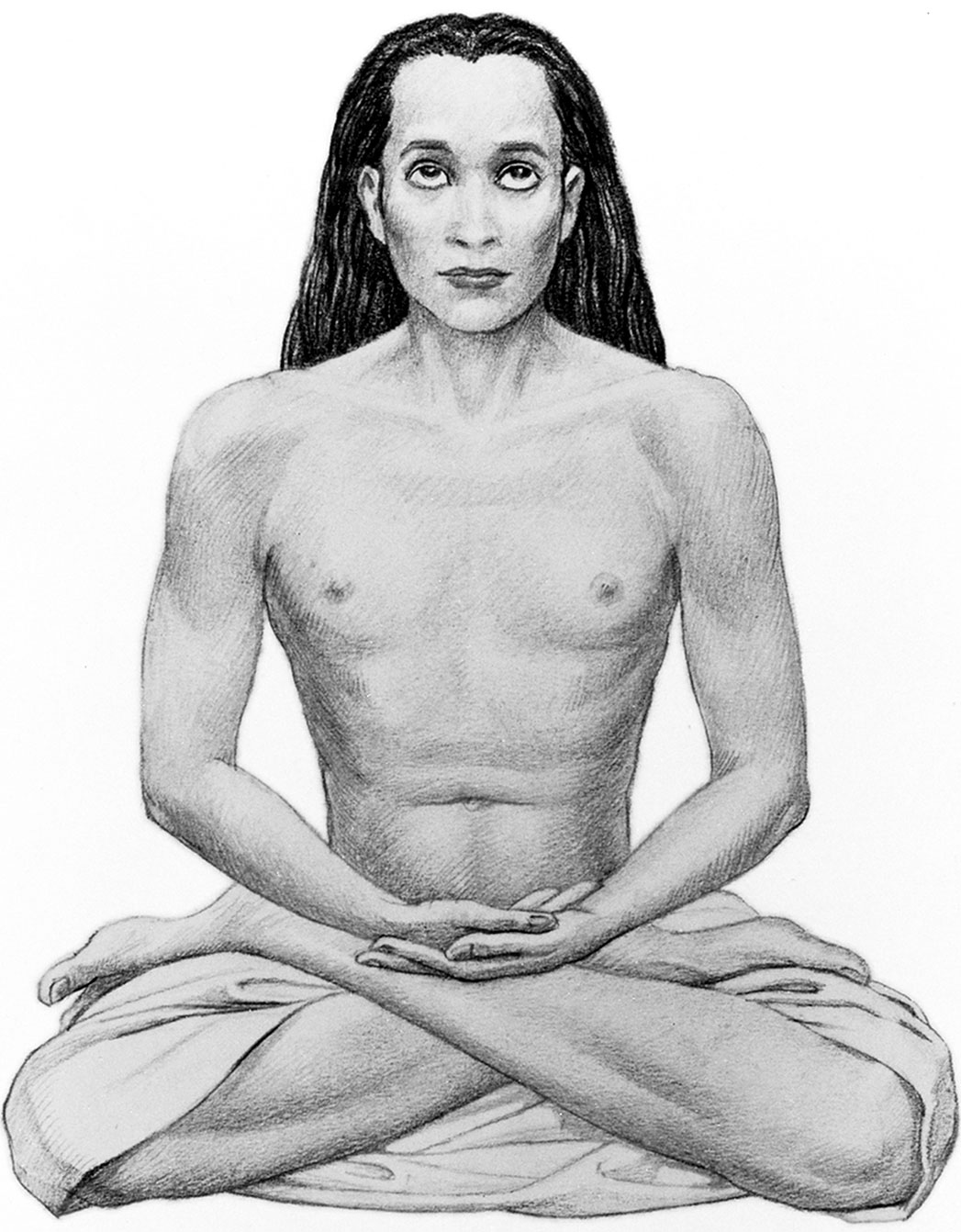
Mahavatar Babaji - Autobiografia de um Iogue, retrato falado produzido por P.Yogananda.

Mahavatar Babaji  foi revelado ao mundo pela primeira vez em 1946, na Autobiografia de um Iogue, por Paramahansa Yogananda. Segundo relatado nesse livro e em obras de outros autores que estiveram com Bábaji entre 1861 e 1935, ele é um mestre espiritual e avatar. Sua idade e o local de nascimento são desconhecidos. Mahavatar Bábaji transcendeu os limites temporais do corpo há séculos (talvez milênios), mantém-se no anonimato, acessível apenas a um seleto grupo de discípulos, e vive nas recônditas montanhas dos Himalaias, entre o Nepal e a Índia.
A sua missão tem sido a de dar assistência aos profetas na execução de tarefas específicas. Ele afirmou na presença de vários discípulos, ter dado a iniciação yogue a Shânkara, reorganizador da Ordem dos Swâmís, e a Kabir, famoso mestre medieval.
Seu principal discípulo no século XIX foi Lahiri Mahasaya, (1828-1895), a quem Bábaji legou a responsabilidade de ressuscitar uma antiga e perdida técnica de elevação espiritual, a Kriya Yoga.

## Breves extratos da Autobiografia de um Iogue

### Estado espiritual de Bábaji[7]
"Um avatar não está sujeito à economia universal; seu corpo puro, visível como imagem de luz, acha-se livre de qualquer dívida com a natureza.
O olhar casual talvez não veja nada de extraordinário na forma de um avatar, mas este não projeta sombra nem deixa qualquer pegada no chão. Estas são provas externas, simbólicas, de se haver liberado interiormente da escravidão à matéria.
O estado espiritual de Bábají está além da compreensão humana. A raquítica visão do homem não pode penetrar através de sua estrela transcendental. Procura-se em vão imaginar o alcance de um avatar. É inconcebível. Bábaji vive sempre em comunhão com Cristo; juntos enviam vibrações redentoras à humanidade, inspirando as nações a renunciarem às guerras, aos ódios de raça, ao sectarismo religioso e ao materialismo, cujos males atuam como bumerangues."

### Identidade de Bábaji[7]
"A falta de referências históricas a Bábají não nos deve surpreender. O grande guru jamais apareceu ostensivamente em qualquer século; o equívoco brilho da publicidade não tem lugar em seus planos milenares. Semelhante ao Criador, único mas silencioso Poder, Bábají opera em humilde anonimato. Grandes profetas como Cristo e Krishna vêm ao mundo com um objetivo específico e espetacular; e partem, assim que o realizam. Outros avatares, como Bábají, incumbem-se de obras relacionadas com o lento progresso evolutivo do homem através dos séculos, em vez de se ligarem a algum fato histórico excepcional. Tais mestres sempre se ocultam ao olhar grosseiro do público e têm o poder de se tornar invisíveis à vontade. Por estas razões, e porque geralmente instruem seus discípulos para que mantenham silêncio a respeito de si, algumas figuras espirituais do mais alto porte permanecem desconhecidas para o mundo. Jamais se descobriram quaisquer dados delimitadores da família e do lugar de nascimento de Bábají - tão caros ao coração do cronista histórico. Nestas páginas sobre Bábají, faço simplesmente uma alusão à sua vida - só refiro alguns fatos que ele considera convenientes e úteis à divulgação pública.

### Aspecto físico de Bábaji[7]
"O imperecível guru não mostra sinais de idade em seu corpo; parece um jovem de vinte e cinco anos, não mais. De epiderme clara, constituição e estatura medianas, o belo e vigoroso corpo de Bábají irradia um brilho perceptível. Seus olhos são pretos, serenos e ternos; seu longo e lustroso cabelo é cor de cobre. Às vezes, a face de Bábají se parece muito à de Lahiri Mahásaya. Tão notável era a semelhança que Lahiri Mahásaya, em sua velhice, poderia ocasionalmente ter passado por pai de Bábají, cuja aparência é sempre a da juventude."
Quem quer que alcance a consciência e a experiência de filho de Deus, como Bábají, pode atingir qualquer objetivo com os infinitos poderes ocultos dentro de si. Uma pedra contém secretas e estupendas energias atômicas; assim também o mais ínfimo dos mortais é uma central elétrica de divindade."

### Imortalidade física permanente
Num diálogo entre Lahiri Mahasaya e seu díscipulo Ram Gopal, descrito na Autobiografia de um Iogue, cap.33: "Bábají foi escolhido por Deus para permanecer em seu corpo, enquanto durar este ciclo do mundo. As eras hão de vir e de findar. O mestre imortal, porém, contemplando o drama dos séculos, sempre estará presente no palco terrestre."

## Encontros com Bábaji 1861-1935

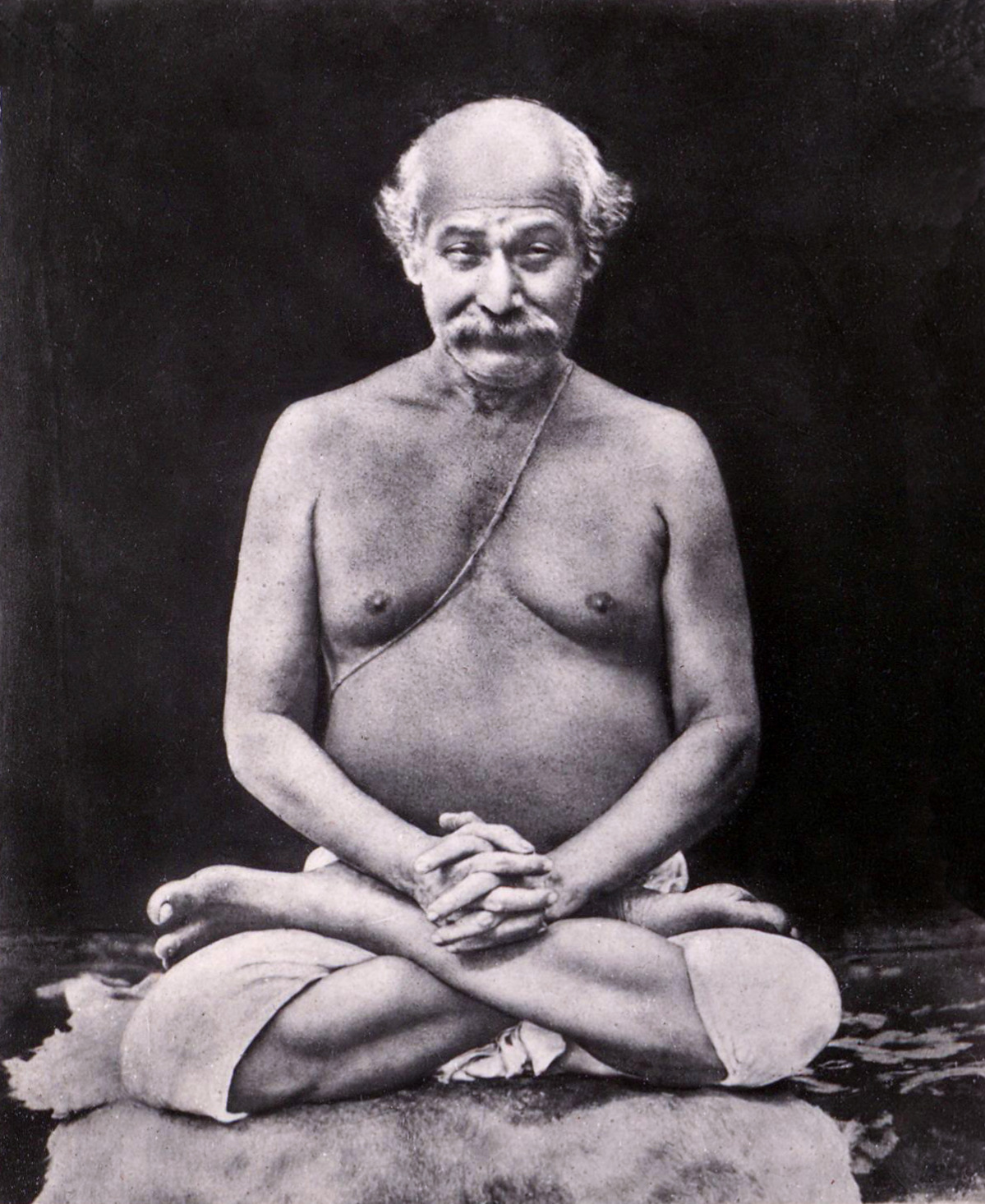
Lahiri Mahasaya, discípulo de Babaji - Autobiografia de um Iogue.

### Lahiri Mahasaya
O primeiro encontro relatado com Mahavatar Babaji foi em 1861, quando Lahiri Mahásaya aos 33 anos de idade, foi inesperadamente transferido para Ranikhet, por conta do seu cargo como contador do governo britânico. Um dia, enquanto caminhava nas colinas acima de Ranikhet, ouviu uma voz chamando seu nome. Seguiu a voz até o monte Drongiri e próximo a uma fileira de cavernas, encontrou-se com um "jovem sorridente e divinamente radiante."
Surpreso pelo jovem saber seu nome e a notável semelhança física entre os dois, ficou ainda mais aturdido ao constatar que aquele asceta da floresta dirigia-se a ele não somente em hindi, como em inglês, ao parafrasear as palavras de Cristo: "o escritório foi trazido para voce e não voce para o escritório".
Com um toque na testa de Lahiri, Mahavatar Babaji despertou a memória de seu antigo discípulo de outras vidas, e, em seguida, o iniciou em Kriya Yoga, em meio a um cenário repleto de misteriosas materializações, conforme descrito na Autobiografia.
Lahiri Mahásaya pediu para permanecer entre o pequeno grupo de Mahavatar Babaji, mas o guru respondeu que Lahiri fôra escolhido como exemplo de chefe de família e símbolo de iogue, para mostrar às pessoas a possibilidade de auto-realização entre as numerosas atividades do mundo. E encarregou-o de ensinar Kriya a todos que buscassem a Deus com sinceridade. "Os gritos de muitos homens e mulheres desnorteados neste mundo sensibilizaram os ouvidos das Grandes Almas. Você foi o escolhido para brindar consolo espiritual através de Kriya Yoga a numerosas criaturas que buscam Deus sinceramente."
O Mahavatar estabeleceu algumas recomendações e métodos de preparo para a iniciação, enfatizando que no futuro, Kriya Yoga só poderia ser ensinada por instrutores devidamente autorizados a partir da linhagem de descendência espiritual de Lahiri.
Na primeira vez, Lahiri Mahásaya permaneceu trinta dias com Mahavatar Babaji e posteriormente tiveram outros encontros, alguns presenciados por seus discípulos e relatados em vários livros além da Autobiografia de um Iogue, como o "Yogiraj Shyama Charan Lahiri Mahasaya" (Biografia de Lahiri), e no Diário de Lahiri - "Purana Purusha: Yogiraj Sri Shama Churn Lahiri", entre outros.

### Indiferença à curiosidade pública
A Autobiografia de um Iogue conta que, alguns dias após ter se despedido de seu guru, Lahiri o invocou firmemente para dar provas a um grupo de amigos que duvidavam da existência do Mahavatar. Bábaji materializou-se fazendo uma séria repreensão ao seu discípulo: " Por que voce me chama por um motivo fútil? A verdade é para quem a procura sinceramente, não para quem tem apenas curiosidade ociosa. É fácil acreditar quando se vê: dispensa a busca e o esforço. Descobrem a verdade além dos sentidos os que a merecem por terem vencido seu natural ceticismo materialista." Finalmente, após ouvir os apelos de Lahiri Mahasaya, Bábaji concordou em ficar e não só se mostrou em carne e osso para os amigos de Lahiri, como ceiou com eles. Desmaterializou-se na frente de todos, após afirmar ao discípulo: "Doravante, meu filho, virei sempre que você precisar de mim e não sempre que me chamar." (Anteriormente, Bábaji havia prometido à Lahiri: "sempre que me chamar, esteja onde estiver, imediatamente estarei a seu lado).

### Aparição numa Kumbha Mela
Ainda segundo a Autobiografia, tempos depois, Lahiri Mahasaya visitava uma Khumba Mela, e ao vagar pela multidão de monges e sadhus que assistiam ao Festival, observou com censura, um asceta coberto de cinzas segurando uma escudela de mendigo. Em seguida deparou-se surpreso com Mahavatar Bábaji ajoelhando-se diante de um anacoreta com cabelos emaranhados. Ao ser questionado, Bábaji lhe respondeu sorridente: "Estou lavando os pés deste homem de renúncia, e depois lavarei seus utensílios de cozinha. Servindo a sádhus ignorantes e sábios, estou aprendendo a maior das virtudes, a que agrada a Deus acima de todas as outras - a humildade."

### Encontros com discípulos de Lahiri Mahasaya
Alguns discípulos de Lahiri Mahasaya que também relataram encontros com Babaji:
- Swami Sri Yukteswar, um dos mais conhecidos discípulos de Lahiri Mahasaya e guru de Yogananda, relata tres encontros com Mahavatar Bábaji.[2][5] O primeiro foi em 1894, na Khumba Mela em Allahabad, mas não sabia que tratava-se do Mahavatar. Ele se surpreendeu com a impressionante semelhança entre Lahiri Mahasaya e aquele sábio que o abordava no Festival, sem suspeitar que falava com Bábaji. Foi neste encontro que Mahavatar Babaji discorreu sobre a necessidade do intercâmbio espiritual entre Ocidente e Oriente, instruiu Sri Yukteswar para escrever um livro (que veio a ser conhecido como a Ciência Sagrada),[3] e o informou que em alguns anos, lhe enviaria para treinamento, um discípulo que disseminaria Kriya Yoga no Ocidente. (Tempos depois, Sri Yukteswar revelou a Paramahansa Yogananda, que era ele o discípulo prometido por Mahavatar Bábaji).[13]
- Swami Pranabananda, intitulado na Autobiografia como o "santo com dois corpos",[14] também esteve com Mahavatar Babaji na presença de Lahiri Mahasaya.[4]
- Swami Keshabananda fala de uma reunião com Mahavatar Babaji nas montanhas perto Badrinath em 1935, depois que ele ficou vagando perdido nas montanhas.[2] Nesse dia Babaji deu a ele uma mensagem para Yogananda: "ele virá visitá-lo em breve quando voltar à índia. Muitos assuntos relacionados com seu guru Yuktéswar e com os outros discípulos ainda vivos de Láhiri manterão Yogananda inteiramente ocupado. Diga-lhe, então, que não o verei desta vez, como ele ansiosamente espera; ve-lo-ei, porém, outra ocasião." [15]
- Swami Kebalananda,(prof. de sânscrito) e Ram Gopal Muzumdar (conhecido como o santo que não dorme),[16] testemunharam ao lado de Lahiri, um encontro entre Mahavatar Babaji e sua irmã Mataji. Nesse dia Bábaji fez diante de todos, a promessa solene de manter seu corpo físico imortal na Terra. Em outra ocasião na presença de Lahiri, Kebalanda ouviu de Bábaji a história detalhada sobre seu encontro com Shankaracharya.[2][6]

### Encontros com P. Yogananda

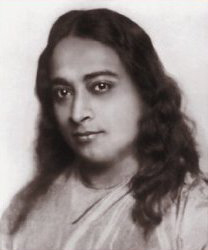
Paramahansa Yogananda - Autobiografia de um Iogue.

Embora seja o autor do livro que revelaria ao mundo a existência de tais seres, Paramahansa Yogananda relata apenas um único encontro com o Mahavatar, justificando que, tais experiências são tão sagradas, que devem ficar ocultas no coração e só o fez para emprestar sua credibilidade pessoal junto aos leitores. Nesse único encontro tornado público, Bábaji apareceu à porta da casa de Yogananda, quando este se preparava para viajar à América pela primeira vez em 1920 e encontrava-se inseguro com a abrupta mudança. O Mahavatar tranquilizou-o ratificando que Deus o escolhera para difundir a Kriya Yoga no mundo e que nada temesse.
Anos depois, já ensinando no Ocidente Yogananda teria relatado a alguns discípulos muito íntimos, outros encontros e a sua estreita ligação com o Mahavatar, mas não voltou a publicá-los. Parte dessas confidências acabaram sendo divulgadas após seu mahasamadhi (morte) em 1952, assim como o caso de uma "misteriosa" semente enviada pelo Mahavatar a Yogananda, usada por ele no chakra frontal (ou terceira visão) de seus discípulos mais próximos. Esta semente ainda está em Encinitas (um dos templos da Self), no mesmo lugar que Yogananda a guardou.

## Encontros com discípulos de P. Yogananda

### Rajarsi Janakananda
Jesse James Lynn foi um milionário americano e considerado um dos mais adiantados discípulos de Paramahansa Yogananda, que o chamava afetuosamente de São Lynn. Por indicação do próprio Yogananda, Rajarsi o sucedeu na presidência da SRF de 1952 a 1955. Várias vezes Mahavatar Babaji teria se apresentado a ele, sobretudo para apoiá-lo nas decisões da organização. Esses relatos eram confidenciados somente à pessoas muito próximas, mas alguns deles também foram divulgados posteriormente.

### Sri Daya Mata
Uma importante líder religiosa e discípula direta de Paramahansa Yogananda que foi pessoalmente escolhida e treinada por ele, era o chefe da Realization Fellowship / Yogoda Satsanga Society of Índia, de 1955-até sua morte em 2010. Ela relatou somente um encontro com o Mahavatar ocorrido em 1964, tempos após em uma palestra para estudantes. Essa narrativa foi publicada na Revista Self-Realization Fellowship, verão de 1975, intitulada " Uma benção de Mahavatar Bábaji".

### Paramahamsa Hariharananda
Paramahamsa Hariharananda/ Swami Hariharananda Giri (1907 a 2002)- Mestre realizado de Kriya Yoga que foi discípulo direto de Sri Yukteswar, Paramahamsa Yogananda, Swami Satyananda Giri e Bhupendra Nath Sanyal Mahasaya. Em 1949, um ano após atingir o estado de Nirvikalpa Samadhi (realização divina), Paramahamsa Hariharananda narra os episódios da materialização de Mahavatar Bábaji em seu quarto, duas vezes em um mesmo dia. Da primeira vez, Babaji toca-lhe os olhos e desaparece e da segunda anuncia-lhe sua missão de ensinar o Kriya Yoga ao mundo. Confirmando a profecia do Mahavatar, a partir de 1974 Paramahamsa Hariharananda passa a viajar incansavelmente, como único mestre realizado a propagar a técnica sagrada de Kriya Yoga no Ocidente e Oriente, até poucos anos antes de deixar seu corpo físico, aos 95 anos, nos Estados Unidos da América..  

## Bábaji Krishna
Lahiri Mahasaya escreveu em seu diário que Mahavatar Babaji foi Lord Krishna. Paramahansa Yogananda confidenciou a alguns discípulos que Mahavatar Babaji havia sido a encarnação de Krishna em antiga existência. Ele também frequentemente cantava em voz alta para "Babaji-Krishna".